# Claudia Bartfeld
Claudia Bartfeld, auch Claudia Bortfeld, (* vor 1957) ist eine deutsche Schauspielerin und Kinderdarstellerin.

## Leben
Bartfeld wirkte Ende der 1950er Jahre/Anfang der 1960er Jahre als Kinderdarstellerin und Jugenddarstellerin in Filmen mit. Nachgewiesen ist ihre Beteiligung an zwei Filmen.
Sie spielte 1957 in dem westdeutschen Märchenfilm Rübezahl – Herr der Berge des Regisseurs Erich Kobler die Rolle der älteren Tochter Lene des armen Glasers Steffen und seiner Frau. Bartfeld war während des gesamten Films in mehreren längeren Szenen zu sehen. So geht sie in der Szene im Haus des Glasmachers am Anfang des Films ihrer Mutter bei der Hausarbeit zur Hand und wäscht das Geschirr ab. Von ihrem Vater wünscht sie sich, dass er ihr von seiner Tour ins Böhmische ein Körbchen für ihr Strickzeug mitbringt. In der anschließenden großen Filmsequenz, in der der Riese Rübezahl im Haus des Glasers erscheint, fleht Bartfeld den Riesen an, den Bruder nicht mitzunehmen. Sie bietet sich selbst an, anstelle ihres Bruders mitzugehen, und wird von dem Riesen wegen ihres Familiensinns und edlen Geschwistertums gelobt. Gegen Ende des Films ist Bartfeld nochmals zu sehen, als sie den Vater bei seiner Heimkehr liebevoll begrüßt und sich gemeinsam mit der Familie über den unerwarteten Reichtum freut. Auch in der Schlussszene des Films, bei dem dörflichen Tanzvergnügen, ist sie zu sehen. 
1961 spielte sie die weibliche Hauptrolle in dem Bibelfilm Hosianna. In dieser Literaturverfilmung nach einer Erzählung von Eva Rechlin war Bartfeld unter der Regie von Peter Podehl zu sehen. Der Film erzählt die Geschichte eines palästinensischen Jungen zur Zeit Jesu Christi.
Weitere Filmrollen Bartfelds sind nicht nachgewiesen. Biografische Informationen zu Claudia Bartfeld sind nicht bekannt.

## Filmografie
- 1957: Rübezahl – Herr der Berge (Nebenrolle)
- 1961: Hosianna (Hauptrolle)